# Società Sportiva Amatori Modena 1965
Questa voce raccoglie le informazioni riguardanti l'Amatori Modena nelle competizioni ufficiali della stagione 1965.

## Maglie e sponsor
| 1ª divisa |

## Rosa
| N° | Naz.                      | Ruolo | Sportivo            |  |  |  |
| -- | ------------------------- | ----- | ------------------- |  |  |  |
| ?  | Italia (bandiera)         | E     | Aldo Baraldi        |  |  |  |
| ?  | Italia (bandiera)         | E     | Cavani              |  |  |  |
| ?  | Italia (bandiera)         | E     | Luppi               |  |  |  |
| ?  | Italia (bandiera)         | E     | Norberto Moncalieri |  |  |  |
| ?  | non conosciuta (bandiera) | P     | ?                   |  |  |  |

- Allenatore: ?